# Святое (озеро, Пудожский район)
Святое — пресноводное озеро на территории Кривецкого сельского поселения Пудожского района Республики Карелии.

## Общие сведения
Площадь озера — 1,9 км². Располагается на высоте 107,9 метров над уровнем моря.
Форма озера продолговатая: оно более чем на три километра вытянуто с юго-запада на северо-восток. Берега изрезанные, каменисто-песчаные, местами заболоченные.
С северо-западной стороны озера вытекает ручей Святой, впадающий в Салмозеро — исток реки Пизьмы, притока реки Водлы, впадающей в Онежское озеро.
К северо-востоку от озера проходит просёлочная дорога.
Населённые пункты вблизи водоёма отсутствуют.
Код объекта в государственном водном реестре — 01040100411102000019410.